# Stosswihr
Stosswihr je francouzská obec v departementu Haut-Rhin v regionu Grand Est. V roce 2014 zde žilo 1 345 obyvatel.

## Poloha obce
Obrc leží u hranic departementu Haut-Rhin s departementem Vosges.
Sousední obce jsou: Breitenbach-Haut-Rhin, La Bresse (Vosges), Hohrod, Luttenbach-près-Munster, Metzeral, Muhlbach-sur-Munster, Munster, Soultzeren, Le Valtin (Vosges) a Xonrupt-Longemer (Vosges).

## Vývoj počtu obyvatel
Počet obyvatel